# Otto Glória
Otto Glória Martins (Rio de Janeiro, 9 gennaio 1917 – Rio de Janeiro, 2 settembre 1986) è stato un calciatore e allenatore di calcio brasiliano.

## Palmarès

### Allenatore

#### Competizioni nazionali
- Campionato portoghese: 5  (record)

Benfica: 1954-1955, 1956-1957, 1967-1968, 1968-1969
Sporting Lisbona: 1965-1966
- Coppa del Portogallo: 4  (record condiviso con José Maria Pedroto e Sérgio Conceição)

Benfica: 1954-1955, 1956-1957, 1968-1969
Belenenses: 1959-1960

#### Competizioni statali
- Campionato Carioca: 1

Botafogo: 1948
- Campionato paulista: 1

Portuguesa: 1973

#### Nazionale
- Coppa d'Africa: 1

Nigeria 1980